# Nigüelas
Nigüelas és un municipi de la província de Granada, amb una superfície de 31, 05 km², una població de 1.149 habitants (2006) i una densitat de població de 37,00 hab/km². Pertany a la comarca del Valle de Lecrín.